# Новоорловка (Кемеровская область)
Новоорло́вка — деревня в Ижморском районе Кемеровской области. Входит в состав Святославского сельского поселения.

## География
Центральная часть населённого пункта расположена на высоте 157 метров над уровнем моря.

## Население
По данным Всероссийской переписи населения 2010 года, в деревне Новоорловка проживает 42 человека (22 мужчины, 20 женщин).